# Pedro Caldeira Brant
Pour les articles homonymes, voir Brant.
Pedro Caldeira Brant, comte d'Iguaçu est né à Salvador de Bahia, au Brésil, le 20 juin 1814 et décédé à Rio de Janeiro le 18 février 1881. C'est un aristocrate brésilien, proche de l'empereur Pierre II.

## Famille
Pedro Caldeira Brant est le fils de Felisberto Caldeira Brant Pontes de Oliveira e Horta (1772-1842), marquis de Barbacena, et de son épouse Ana Constança Guilhermina de Castro Murat. Il est par ailleurs le frère cadet de Felisberto Caldeira Brant Pontes (1802-1906), vicomte de Barbacena.
Après un premier mariage avec Cecília Rosa de Araújo Vaia, il se remarie, le 2 septembre 1848, avec Marie-Isabelle d'Alcantara Brasileira (1830-1896), fille légitimée de l'empereur Pierre Ier du Brésil (1798-1834) et de sa maîtresse Domitila de Castro (1797-1867), marquise de Santos.
De ce second mariage naissent sept enfants : 
- Isabel dos Santos ;
- Luís de Alcantâra Caldeira Brant, qui épouse Maria Luísa Pereira de Brito ;
- Pedro de Alcântara Caldeira Brant ;
- Deulinda dos Santos, qui épouse Claudiano dos Santos ;
- Maria Teresa Caldeira Brant, qui épouse Charles Collins ;
- Isabel Maria dos Santos, qui épouse Antônio Dias Paes Leme ;
- João Severino de Alcântara Caldeira Brant.

## Biographie
Fils du marquis de Barbacena, Pedro Caldeira Brant est titré comte d'Iguaçu par son beau-frère, l'empereur Pierre II du Brésil, le 2 décembre 1840. Quatre ans plus tard, en 1844, il est également promu gentilhomme de la Chambre impériale, en compagnie du comte de Baependi et conserve cette charge jusqu'en 1886.
Auteur de Memórias Genealógicas e Históricas das Famílias Brant e outras, il patronne le  Collège brésilien de Généalogie. 
Il est aussi l'un des fondateurs de la Fraternité de Nossa Senhora de Copacabana, créée en 1858 et responsable de maintenance de la chapelle qui a donné son nom au quartier de Copacabana.

## Décorations
Le comte d'Iguaçu a été fait :
- Commandeur de l'Ordre du Christ ;
- Grand-croix de l'Ordre de Saint-Stanislas de Russie.